# Pennellianthus frutescens
Pennellianthus frutescens là một loài thực vật có hoa trong họ Mã đề. Loài này được (Lamb.) Crosswhite mô tả khoa học đầu tiên năm 1970.

## Hình ảnh

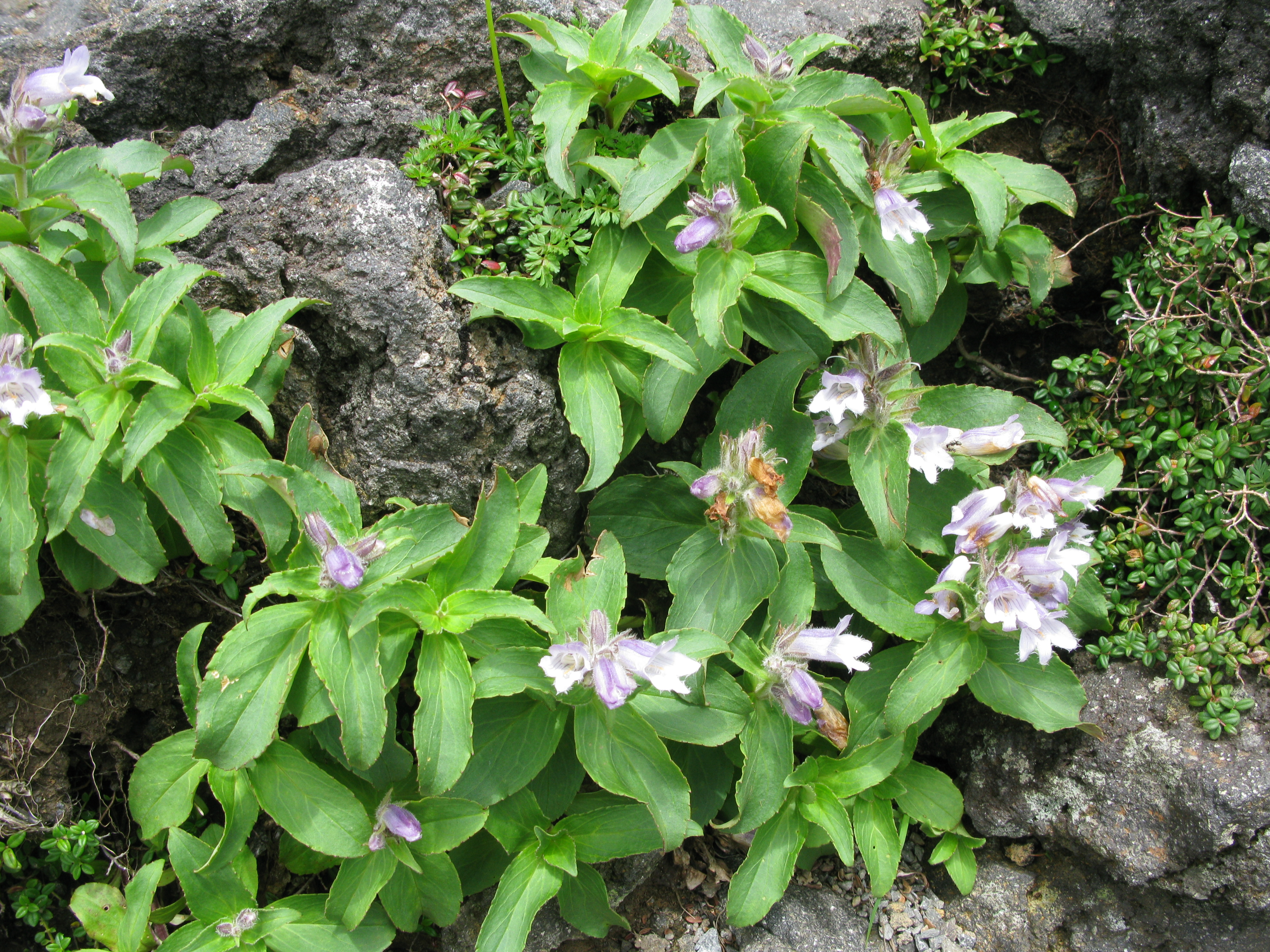
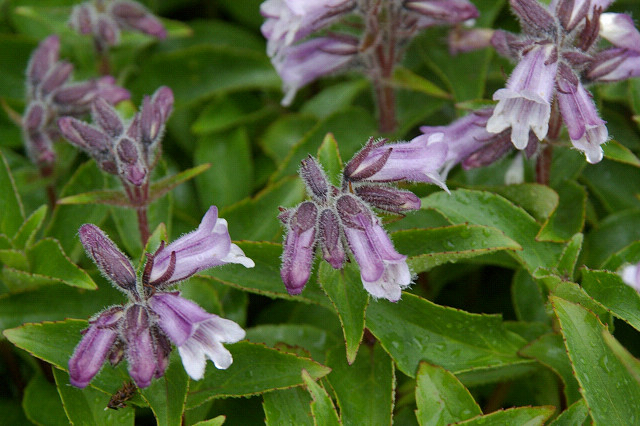
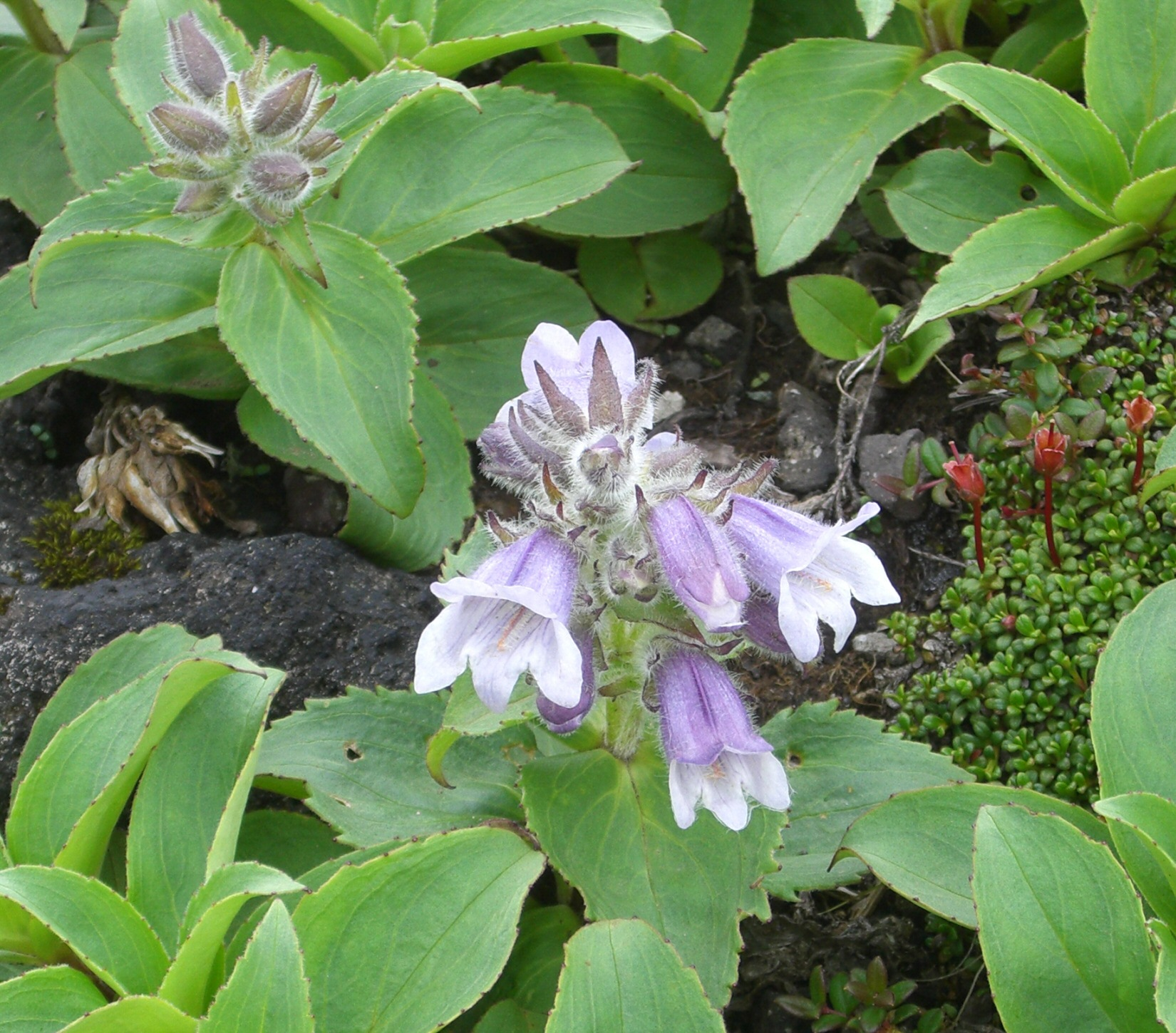